# Cementerio Mount Olivet

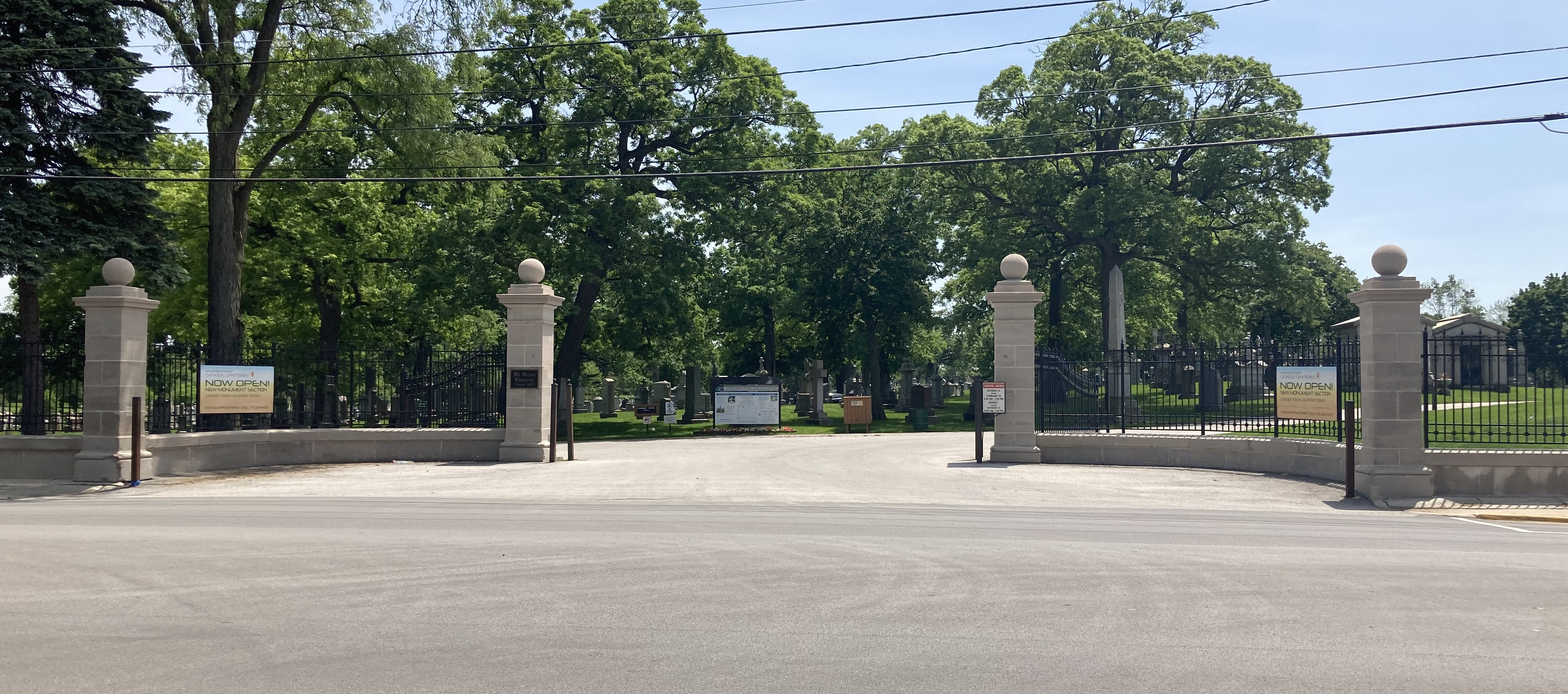
Cementerio Mount Olivet, en Chicago, Estados Unidos.

El cementerio de Mount Olivet es un cementerio estadounidense  católico situado en Chicago, Illinois. El cementerio está  bajo el control de la Archidiócesis de Chicago. 
El cementerio está situado en la calle "111o St Oeste 2755". Este cementerio fue consagrado en 1855, y fue el primer cementerio católico establecido en la zona sur de Chicago. 
Existen 142.200 personas enterradas en el cementerio, con 250 internaciones anuales. El cementerio tiene 93 acres. Se convirtió en uno de los primeros cementerios principales del área, hasta la compra y el desarrollo de tierras adicionales a lo largo de la frontera del este del cementerio. El cementerio Olivet fue la localización original del sepulcro de Al Capone, entre los de su padre y su hermano. Algunos años después de su muerte, los restos de los tres fueron llevados al cementerio de Carmel, donde ya estaba la madre de Capone.
- Datos: Q2972458
- Multimedia: Mount Olivet Cemetery (Chicago) / Q2972458